# Madaun
Madaun (en rus: Мадаун) és un poble (possiólok) de l'óblast de Magadan, a Rússia, que el 2015 tenia 139 habitants.